# Yogyakarta (region)
Yogyakarta (officiellt, på indonesiska, Daerah Istimewa Yogyakarta) är en av två regioner i Indonesien med speciell status och är belägen på centrala Java.

## Historia
Sultanatet Yogyakarta tillkom under mitten av 1700-talet i samband med konflikten mellan det holländska ostindiska kompaniet och de lokala javanesiska härskarna, sultanatet kvarstår till viss grad än idag.

## Geografi
Regionen är mycket tätbefolkad men här finns ändå naturresurser med ett omfattande jordbruk och skogsbruk. Ett värdefullt virke från provinsen är teak.
Strax norr om regionen ligger den aktiva vulkanen Merapi.
Regionen drabbades 27 maj 2006 av en kraftig jordbävning, se Jordbävningen utanför Java maj 2006.

## Administrativ indelning
Yogyakarta är indelad i fyra distrikt och en stad.
Distrikt (Kabupaten):
- Bantul
- Gunung Kidul
- Kulon Progo
- Sleman

Stad (Kota):
- Yogyakarta